# サン・レオポルド
サン・レオポルド（São Leopoldo [sɐ̃w̃ lew'powdʊ]）は、ブラジルリオグランデ・ド・スル州にある都市。州都のポルト・アレグレから北に30kmの位置にある。

## 歴史
1824年7月25日にドイツ移民により建設された。
サン・レオポルトはブラジルにおけるドイツ文化の発祥の地と考えられている。
公式にドイツ人の移民計画を開始するために、ブラジル人の統治者によって設計された最初の都市である。
2000年に近郊鉄道メトロ・デ・ポルトアレグレがサン・レオポルド駅まで延伸した。

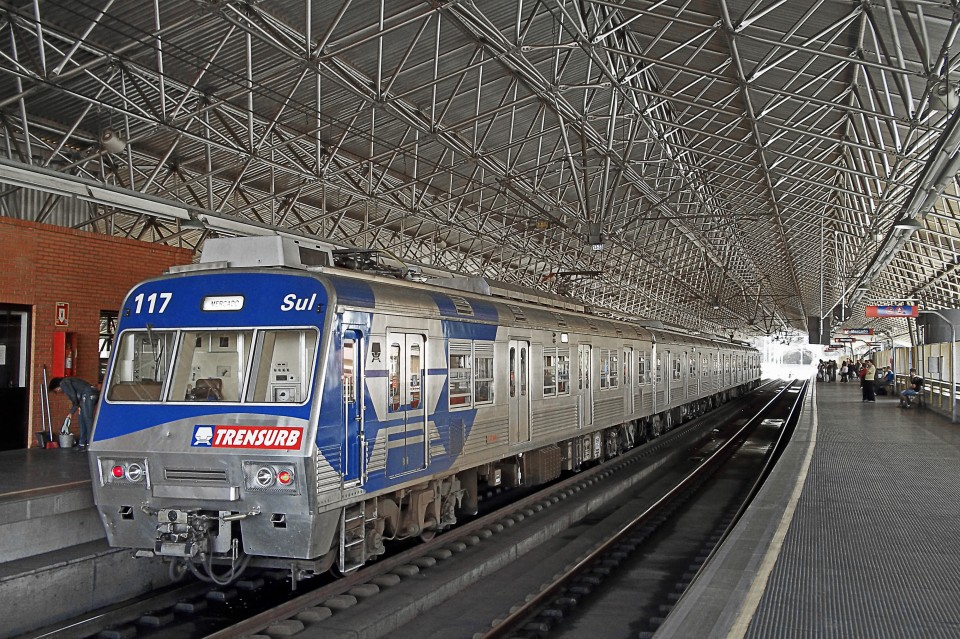
サン・レオポルド駅

## 出身者
- ホージェル・ホベルト・ドス・サントス - サッカー選手
- レナン・ダル・ゾット - バレーボール選手